# Tsubasa kapitány
A Tsubasa kapitány (キャプテン翼; Kjaputen Cubasza; Hepburn: Kyaputen Tsubasa; Captain Tsubasa) japán mangasorozat, amelynek írója és rajzolója Takahasi Jóicsi. A manga a Súkan Sónen Jumpban futott és 37 kötetben 1981–1988 között jelent meg. A mangából 128 részes animesorozat is készült, amelyet Micunobu Hirojosi és Imakake Iszamu rendezett. A zenéjét Tobiszava Hiromoto szerezte, a Tsuchida Pro készítette. Japánban 1983. október 10. és 1986. március 27. között az Animax és a TV Tokyo vetítette, Magyarországon pedig az RTL Klub tűzte műsorra a Kölyökklub műsor blokkban, majd az A+, az Animax és az AXN Sci-Fi is levetítette. 2018 áprilisában újabb feldolgozást kapott a sorozat, amely 52 részből áll. A VIASAT6 pedig bemutatta az új, felújított változatát a sorozatnak.

## Ismertető
A főhős, Tsubasa Ohzora, akinek a foci a mindene. Már kétéves korától ragaszkodott hozzá, mert megmentette az életét. Attól kezdve a világ legjobb focistájává akar válni. Édesanyjával elköltözik Nankatsu-ba, miközben édesapja, elhajózik a tengerre, mint ismert kapitány. Tsubasa az új környezetében kicsit nehezen szokik hozzá, valamint a neves kapussal kerül összetűzésbe, aki Genzo Wakabayashi. A Tsubasa vs. Wakabayashi párbaj mivel a kezdetét veszi, ezért a többi játékos próbálkozik ketté válni. A kapus ellenfelei összegyűlnek Tsubasa mögé, hogy egy jól játszó csapatot hozzanak össze. Ez alatt megjelenik a brazil válogatottakból, az egyik legjobb játékos, aki Roberto Hongo. A célja eleinte ismeretlen, de Tsubasa tanítása elég jól felforgatja az életét és ez a csapatuk edzésének bevállalása. Tsubasa folytatja vágyát és azt kitűzi a céljának, hogy egyszer majd a japán válogatottban játszhasson.

## Szereplők
- Ózora Tsubasa (Tsubasa Ohzora) – Molnár Levente
- Vakabajasi Genzó (Genzou Wakabayashi) – Szokol Péter
- Hjúga Kodzsiró – Markovics Tamás
- Miszugi Dzsun – Albert Gábor
- Kiszugi Teppei – Bartucz Attila
- Miszaki Taró – Csík Csaba Krisztián
- Hikaru Macujama – Hamvas Dániel
- Ao Singo – Berkes Bence
- Nozaki – Juhász Zoltán
- Takesi – Bartucz Attila
- Nakazava Szanae – Dögei Éva
- Macumoto Kaori – Szabó Gertrúd
- Fudzsiszava Josiko – Vadász Bea
- Isizaki Rjó – Halasi Dániel
- Ókava Manabu – Kisfalusi Lehel
- Roberto Hongo – Koncz István, Jelinek Márk (fiatal)
- Alberto – Seder Gábor
- Carlos Santana – Joó Gábor, Fehér Péter
- Juan Diaz – Joó Gábor
- Karl-Heinz Schneider – Seder Gábor
- Pepe – Pálmai Szabolcs
- Pierre – Seder Gábor
- Nankatsu játékos – Bartucz Attila
- Roberto anyja – Szabó Gertrúd

## 2018-as sorozat
- Ózora Tsubasa (Tsubasa Ohzora) – Molnár Levente
- Oozora Natsuko – Mezei Kitty
- Oozora Kodai – Király Adrián
- Hjúga Kodzsiró – Markovics Tamás
- Icsikawa – Baráth István
- Ishizaki – Penke Bence
- Iwami – Ungvári Gergő
- Izawa – Horváth Miklós
- Kiszugi Teppei – Bartucz Attila
- Kommentátor – Varsányi Szabolcs, Bálint László
- Kurata – Sörös Miklós
- Mikami – Potocsny Andor
- Minowa – Boldog Gábor
- Misaki Taro – Timon Barna
- Misaki Ichiro – Maday Gábor
- Nakamoto – Borbíró András
- Nakano – Magyar Viktória
- Nakazato – Bergendi Áron
- Nagano – Czető Ádám
- Oda – Czető Roland
- Ókava Manabu – Kisfalusi Lehel
- Osaki – Trencsényi Ádám
- Roberto Hongo – Koncz István
- Sakurai – Bogdán Gergő
- Nakazava Szanae – Dögei Éva
- Shimada – Pál Dániel Máté
- Takasugi – Illés Dániel
- Taki – Horváth Vilmos Zoltán
- Tsuboi – Keleti Milán
- Urabe – Solymosi Máté
- Vakabajasi Genzó (Genzou Wakabayashi) – Szokol Péter
- Mesélő – Kapácsy Miklós
- Főcím: – Endrédi Máté

## Epizódok
1. Bővül a csapat
2. Egy karrier kezdete
3. Kezdődjön a felkészülés!
4. Foci éjjel-nappal
5. A megmérettetés napja
6. Megtörik a jég
7. A "Madárkalitka" akció
8. A tökéletes páros
9. Még egy gól
10. Irány Brazília!
11. Új csapat születik
12. A selejtezők
13. Vesztésre állva
14. Egy újabb győzelem
15. Wakabayashit megsemmisíteni
16. Az új csapatkapitány
17. Kezdődik az országos bajnokság
18. A párharc
19. A félelmetes lövés
20. Nyerni mindenáron!
21. Csak a győztes sírhat
22. A labda gömbölyű
23. Harci szellem vagy baklövés?
24. Légi foci
25. A legjobb kapus
26. Totális vereség
27. A végső hajrá
28. Győzni mindenáron!
29. Foci végkimerülésig
30. A pálya hercege
31. Csodajáték
32. Profi taktika
33. Nem tudok játszani!
34. Ébredj fel, Tsubasa!
35. A végsőkig
36. Négy-négy
37. A csodalövés
38. A kimerült kapitány
39. Újjászületés
40. A nyerő páros
41. A nagy vetélytárs
42. Ki a jobb?
43. Szorít az idő
44. Mindenáron
45. Csatárok nélkül
46. A fejes
47. Fordulópont
48. A mesterhármas
49. Pokoli tíz perc
50. Gól volt, gól nem volt
51. Nem adjuk fel!
52. Namkatsu: védelemből jeles
53. Az aranypáros visszatér
54. A végső harc
55. Ég veled, Tsubasa!
56. Kalandra fel!
57. Az új csapat
58. A nagy felkészülés
59. Egy szoros meccs
60. Tsubasa és Nitta párharca
61. A négyes védelem
62. Nyerjen a jobbik!
63. Én vagyok a riválisod!
64. A két rivális
65. A nagy párviadal
66. Misaki Európában
67. Misugi bajban van
68. A felkészülés
69. A bajnokság
70. Az első ellenfél
71. Az egyenlítő gól
72. Egy váratlan fordulat
73. Kojiro nélkül
74. Mint a hurrikán!
75. Egyre magasabbra
76. Tsubasa újra a pályán
77. Egy fontos gól
78. A legjobb nyolc között
79. Győzni kell!
80. A félelmetes csatár
81. Bajnok a bajban
82. A varázslatos csavart labda
83. Tsubasa nem adja fel!
84. A lehengerlő csapatmunka
85. Kezdődik a középdöntő!
86. A veretlenség
87. Tigris a ketrecben
88. A Tigris újra támad
89. Misaki edző lesz
90. Ki utazik Európába?
91. A középdöntő
92. A távoli támadás
93. Út a győzelem felé
94. Küzdj a végsőkig!
95. Az utolsó pillanatban
96. Isten veled
97. A Tigris visszatér
98. Nehéz napok Európában
99. Tsubasa és az angol válogatott
100. Veszélyben a bajnokság
101. A japán-francia mérkőzés
102. Legyőzni Németországot
103. Schneider a megállíthatatlan
104. A világbajnokság a tét
105. Legyőzni a Tohogaukent
106. Az utolsó mérkőzés
107. Győzni mindenáron
108. A csavart labda
109. A védhetetlen Tigrislövés
110. Bajban a Nankatsu
111. Csak a csoda segíthet
112. Kojiro győzni akar
113. Újra formában
114. Együtt a csapat
115. A csapatjáték győzelme
116. Egy utolsó gól
117. Védeni mindenáron!
118. Tsubasa győznöd kell!
119. Az idő lejárt
120. A győzelem a cél
121. Váratlan összeomlás
122. A kapitány visszatér
123. A végső stratégia
124. A sérült bajnok
125. Az álom teljesül
126. A legjobb barát
127. A legjobb páros
128. A nagy harcosok

## Epizódok (2001-2002)
1. Született Tehetség
2. A Nagy Találkozás
3. A Csodacsatár Visszatér
4. A Legkeményebb Ellenfél
5. Kiből Lesz A Kapitány
6. Kezdődik A Bajnokság
7. Szívvel Lélekkel
8. Az Utolsó Párharc
9. A Szuper Döntő
10. A Hosszabbítás
11. Viszlát Roberto
12. Ellenfélből A Legjobb Barát
13. A Tigrislábú Visszatér
14. A Nyers Erő
15. A Selyemkendő Titka
16. A Győzelem Ára
17. A Provokáció
18. A 3. Összecsapás
19. Gyere Vissza Tsubasa
20. A Válogató
21. Hoega Bajba Kerül
22. Tsubasa Visszatér
23. Ki Nevet A Végén
24. A Nagy Meglepetés
25. Zsenik Ellen
26. Kemény Dió
27. A Hazai Pálya Előnye
28. Az Izgalom Tetőfoka
29. Döntő Összecsapás
30. Roberto Az Őrangyal
31. Bajnok Születik
32. Tsubasa Brazíliában
33. A Titokzatos Focizseni
34. Santana Története
35. Új Hős Születik
36. Az Ígéret Földje
37. Az Olasz Légiós
38. Újra Együtt A Nagy Csapat
39. A Megállíthatatlan
40. Egy Félidő a Pokolban
41. A Szupercsere
42. A Fogadalom
43. A Brazil Vetélytárs
44. Ki Kerül A Kezdő Csapatba
45. A Keserű Felismerés
46. A Remény Hídja
47. A Nagy Csalódás
48. Könnyes Búcsú
49. 10 Gól Vagy Semmi
50. A Riválisok Csatája
51. A Nagy Lehetőség
52. A Pálya Ördögei

## Epizódok (2018)
1. Hasítsd az eget!
2. Röpül!
3. A Nankatsu Általános új foci klubja
4. Tsubasa és Roberto
5. Felkészülés az iskolák versenyére
6. Kezdőrugás! Nankatsu kontra Shutetsu
7. Tsubasa a Fantasista.
8. A Nankatsu aranypáros születése
9. Elegáns végjáték
10. Kojiro színrelép
11. Váratlan nehézség
12. Eltiporni Wakabayashit!
13. Az országos bajnokság
14. Gyerünk Nankatsu, győzd le a Meiwa-t!
15. Ez az álmunk, ezért nem veszítünk!
16. Akrobatikus foci
17. Négy perc van hátra! Légifoci!
18. Irány a döntő!
19. Ádáz küzdelem a Meiwa és a Furano között
20. A Musashi titkos terve
21. Törékeny szívű sztár
22. Sorsdöntő hosszabbítás
23. A csodakapus visszatér
24. Micsoda elszántság!
25. Tüzes visszavágó
26. Fantomgól
27. A dicsőséges pillanat
28. Mindenki a maga útján
29. Kezdődik a nyár!
30. A megyei selejtező döntője, íme, a sólyom lövés
31. Sólyom kontra Tsubasa
32. Legyőzni Tsubasát! Hyuga kontra Misugi
33. A tokiói bajnokság döntője
34. Küzdelmek sora: Kezdődik a bajnokság
35. A borotva kirobbanó ereje
36. Elhatározások
37. Skylap hurrikán!
38. Legyőzni a Tachibana ikreket
39. Nankatsu kontra Hanawa: A végkifejlet
40. A Furano hadba megy
41. A félelmetes fekete ló
42. Főnix Tsubasa
43. A dühödt Tigris bátorít
44. Tízesek párbaja
45. Könnyek a reptéren
46. Az évszázad kezdőrúgása
47. Újabb végzetes leszámolás
48. A Toho a király
49. Tüzes harcosok! A dühödt tigris és Tsubasa
50. Küzdelem a végsőkig
51. A csodálatos csavart labda
52. Végtelen álom

## Fogadtatás
Nádudvari Péter a Büntető.comon így ír a sorozatról: „Megtanít a csapatjáték, a fair play, a veszíteni tudás és a kitartás fontosságára; és rávilágít, hogy hiába jó képességű valaki, a társai nélkül nem mehet sokra.”